# Zeng Baosun

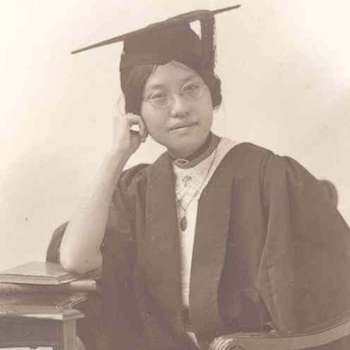
Zeng Baosun, um 1916

Tseng Pao Swen (* 9. März 1893 in Xiangxiang, China; † 27. Juli 1978 in Taipeh, Republik China (Taiwan)) war eine chinesische Feministin, Historikerin und christliche Pädagogin.

## Leben und Werk
Zeng war eine Urenkelin von Zeng Guofan, einem chinesischen Staatsmann und Militärgeneral in der späten Qing-Dynastie (1644–1911). Ihr Vater Zeng Zhongbo, der älteste Enkel von Zeng Guofan, wurde Gelehrter und ihr Großvater Zeng Jihong war ein renommierter Mathematiker. Ihr Vater hatte einen großen Einfluss auf ihr Leben, denn ihre Füße waren nicht gebunden und es gab keine frühe, arrangierte Ehe.
Im Alter von 14 Jahren besuchte sie eine Mädchenschule in Shanghai danach wechselte sie zur Wu Pen Girls' School, der ersten unabhängigen Mädchenschule, die im 20. Jahrhundert von Chinesen gegründet wurde, und zur Hangzhou Women’s Normal School in der Provinz Zhejiang. 1908 wurde Zeng von ihren Eltern an der Mary Vaughan High School für Mädchen in Hangzhou eingeschrieben. Ihre Beteiligung an einem Studentenprotest führte zu einer engen Beziehung zu zwei Lehrerinnen der Schule, Louise Barnes und Miss Stuart von der Church Missionary Society. Zeng konvertierte zum Christentum und ließ sich 1911 taufen. 1912 begleitete sie Barnes nach London. Nach einem einjährigen Schulbesuch an der Blackheath High School in London trat sie im Oktober 1913 in das Westfield College ein, das für die höhere Bildung von Frauen nach christlichen Grundsätzen gegründet wurde. Dort studierte sie Naturwissenschaften, Botanik, Chemie und Mathematik. Sie graduierte 1916 als erste Chinesin mit einem Bachelor of Science in Botanik mit Auszeichnung am Westfield College der University of London.
In England beschloss Zeng, in Hunan eine ausschließlich von Chinesen betriebene christliche Schule zu eröffnen. Nach einem Jahr Lehrerausbildung in Oxford und Cambridge kehrte sie 1917 nach China zurück. 1918 gründete sie zusammen mit ihrer Cousine Zeng Yuenong die Yifang Girls' Collegiate School in Changsha, der Hauptstadt von Hunan. Obwohl die Schule 1927 von den Kommunisten besetzt und 1938 von der japanischen Armee zerstört wurde, baute Zeng sie mehrmals wieder auf.
Von 1919 bis 1920 war sie Präsidentin der Government Normal School for Girls in Changsha und von 1931 bis 1932 Direktorin der Second Middle School der Provinz Hunan. Sie war Komiteemitglied des 1922 gegründeten National Christian Council of China. 1936 unternahm sie als Mitglied des Jugend- und Religionsbewegungsteams des nationalen Y.M.C.A. eine Vortragsreise in zwölf Städte Chinas. Besorgt über den Status der Frau in China, engagierte sie sich für die Förderung der Bildung von Frauen.
Zeng nahm 1928 an der Internationalen Missionskonferenz (IMC) in Jerusalem und 1938 an der Madras IMC teil. 1929 war sie Delegierte der Konferenz des Institute of Pacific Relations in Kyoto. Zu Beginn des Zweiten Weltkriegs zog sie nach Hongkong und 1950 nach Taiwan. Ab 1950 wurden Zengs Beziehungen zu Song Meiling (Madame Chiang Kai-shek) und anderen hochrangigen Beamten durch ihr Engagement in politischen und kulturellen Organisationen fortgesetzt. Sie war Mitglied der Frauenkommission der Regierung und vertrat 1952 die Republik China im Frauenausschuss der Vereinten Nationen. Sie war Mitglied des Board of Directors der Universität Donghai in Taichung.
Sie veröffentlichte eine Autobiografie und mehrere Aufsätze zu Frauenfragen. Zeng starb in Taiwan und wurde auf dem öffentlichen Friedhof Nr. 1 in Taipeh begraben.

## Veröffentlichungen (Auswahl)
- China's Women and Their Position in the Church. Church Missionary Review 48, 1917, S. 372–376.
- Christianity and Women as Seen at the Jerusalem Meeting. Chinese Recorder, 59, 1928, S. 443.
- Tseng, Pao-sun: The Chinese Woman Past and Present. In: Li Yu-ning: Chinese Women Through Chinese Eyes. Routledge, S. 72–86, 2015, ISBN 978-1-317-47471-5.
- Christianity and War. Chinese Recorder 66, 1925, S. 265–276.
- Confucian Feminist: Memoirs of Zeng Baosun (1893–1978). Übersetzt von Thomas L. Kennedy. Philadelphia: American Philosophical Society, 2002, ISBN 978-0-87169-921-3.